# Műkorcsolya az 1956. évi téli olimpiai játékokon
Az 1956. évi téli olimpiai játékokon a műkorcsolya versenyszámait Cortina d’Ampezzóban rendezték február 1. és 3. között.

## Részt vevő nemzetek
A versenyeken 15 nemzet 59 sportolója vett részt.
- Ausztrália
- Ausztria
- Csehszlovákia
- Egyesült Államok
- Finnország
- Franciaország
- Hollandia
- Kanada
- Magyarország (HUN) (2 – 1 férfi, 1 nő)
- Nagy-Britannia
- Egyesült Német Csapat
- Olaszország
- Spanyolország
- Svájc
- Svédország

## Éremtáblázat
(Magyarország eltérő háttérszínnel, az egyes számoszlopok legmagasabb értéke, vagy értékei vastagítással kiemelve.)
| Az 1956. évi téli olimpiai játékok éremtáblázata műkorcsolyában | Az 1956. évi téli olimpiai játékok éremtáblázata műkorcsolyában | Az 1956. évi téli olimpiai játékok éremtáblázata műkorcsolyában | Az 1956. évi téli olimpiai játékok éremtáblázata műkorcsolyában | Az 1956. évi téli olimpiai játékok éremtáblázata műkorcsolyában | Olimpia  |
| --------------------------------------------------------------- | --------------------------------------------------------------- | --------------------------------------------------------------- | --------------------------------------------------------------- | --------------------------------------------------------------- | -------- |
|                                                                 | Ország                                                          | Arany                                                           | Ezüst                                                           | Bronz                                                           | Összesen |
| 1.                                                              | Egyesült Államok (USA)                                          | 2                                                               | 2                                                               | 1                                                               | 5        |
| 2.                                                              | Ausztria (AUT)                                                  | 1                                                               | 0                                                               | 1                                                               | 2        |
|                                                                 |                                                                 |                                                                 |                                                                 |                                                                 |          |
| 3.                                                              | Kanada (CAN)                                                    | 0                                                               | 1                                                               | 0                                                               | 1        |
|                                                                 |                                                                 |                                                                 |                                                                 |                                                                 |          |
| 4.                                                              | Magyarország (HUN)                                              | 0                                                               | 0                                                               | 1                                                               | 1        |
|                                                                 |                                                                 |                                                                 |                                                                 |                                                                 |          |
| Összesen                                                        | Összesen                                                        | 3                                                               | 3                                                               | 3                                                               | 9        |

## Érmesek
| Az 1956. évi téli olimpiai játékok érmesei műkorcsolyában |                                              |                                              |                                                  |
| Versenyszám                                               | Arany                                        | Ezüst                                        | Bronz                                            |
| Férfi                                                     | Hayes Alan Jenkins · Egyesült Államok (USA)  | Robert Robertson · Egyesült Államok (USA)    | David Jenkins · Egyesült Államok (USA)           |
| Női                                                       | Tenley Albright · Egyesült Államok (USA)     | Carol Heiss · Egyesült Államok (USA)         | Ingrid Wendl · Ausztria (AUT)                    |
| Páros                                                     | Ausztria (AUT) · Sissy Schwarz · Kurt Oppelt | Kanada (CAN) · Frances Dafoe · Norris Bowden | Magyarország (HUN) · Nagy Marianna · Nagy László |